# Cușma, Bistrița-Năsăud
Cușma (în dialectul săsesc Kuschma, în germană Kuschma, Kusen, Auen, în maghiară Kusma, Kucsma) este un sat în comuna Livezile din județul Bistrița-Năsăud, Transilvania, România.

## Obiective turistice
- Rezervația naturală “Piatra Cușmei” (5 ha).